# Alberik Zwyssig
Alberik Zwyssig (Alberich Zwyssig) (Bauen, 17 de noviembre de 1808 - 18 de noviembre de 1854), fue un compositor suizo conocido más que todo como el autor del himno nacional suizo, el Cántico suizo. 

## Biografía
En 1841, el sacerdote y compositor originario del cantón de Uri, Alberik Zwyssig, se encontraba residiendo en la casa de su hermano (una hermosa morada patricia a la entrada de la ciudad de Zug), cuando recibió un texto patriótico al cual debía componer la música, el editor musical fue el periodista y compositor Leonhard Widmer (1809-1867). 
Zwyssig eligió una melodía compuesta por él, el “Diligam te Domine” que había compuesto un año antes en 1835, a la ocasión de la toma de posesión como sacerdote en la parroquia del convento de Wettingen. 
El texto de Widmer fue adaptado como canto de iglesia. La noche del lunes 22 de noviembre de 1841, el día de Santa Cecilia, en una sala de la villa de Sankt Carl, cuatro ciudadanos de Zug entonaron por primera vez el Cántico Suizo en presencia del compositor. Dos años más tarde, en ocasión del aniversario de la entrada de Zug a la Confederación (1 de mayo de 1351 – 1 de mayo de 1843, el canto fue incluido en el libreto de la fiesta con el texto original.
- Datos: Q667651
- Multimedia: Alberich Zwyssig / Q667651